# Семёнов, Степан Васильевич
Семёнов Степан Васильевич (1914—1997) — полковник Советской армии, участник Великой Отечественной и Советско-японской войн, Герой Советского Союза (1944).

## Биография
Семёнов Степан Васильевич родился 27 августа (9 сентября) 1914 года в селе Бежтвино Болошневской волости Рязанского уезда Рязанской губернии в семье крестьянина. Окончил 6 классов. Работал конюхом в колхозе, затем трактористом в МТС. В Красной Армии с 1936 года. В 1939 году окончил курсы младших лейтенантов. Участник боёв у озера Хасан в 1938 году и на реке Халхин-Гол в 1939 году. Член ВКП(б) с 1940 года.
На фронте в Великую Отечественную войну с 1941 года. Сражался на Резервном, Западном, Калининском, 3-м Белорусском, 1-м Дальневосточном фронтах. В 1941 году участвовал в боях под Смоленском, Гжатском (ныне Гагарин), Можайском. В 1942—1943 годах освобождал город Малоярославец Калужской области, участвовал в ожесточённых боях в районе посёлка Сычёвка и города Ржев, освобождал города Ярцево и Смоленск. В 1944—1945 годах участвовал в освобождении Белоруссии, городов Орши и Минска, форсировал реку Неман, участвовал в ликвидации Хейльсбергской группировки противника в Восточной Пруссии. В августе 1945 года в должности командира 12-го моторизованного понтонно-мостового Верхнеднепровско-Нарвского Краснознаменного ордена Александра Невского полка Забайкальского фронта участвовал в войне с японскими милитаристами на Дальнем Востоке.
После войны продолжал службу в армии. В 1948 году окончил Курсы усовершенствования офицерского состава (КУОС). С 1960 года полковник Семёнов — в запасе. Жил в городе Тамбов. Работал директором асфальтового завода. Умер 25 июля 1997 года. Похоронен в городе Тамбове, на Воздвиженском кладбище.

## Подвиг
С выходом наших войск на реку Неман командир 90-го отдельного понтонно-мостового батальона майор Семёнов навёл переправу в районе населённого пункта Мяркине (Литва), чем обеспечил своевременное продвижение войск, артиллерии и танков. 17 июля 1944 года в короткий срок батальон построил мост, который противник несколько раз разрушал, но сапёры быстро его восстанавливали. Семёнов был ранен при переправе, но не ушёл, пока задание было не выполнено. Указом Президиума Верховного Совета СССР от 5 ноября 1944 года за образцовое выполнение боевых заданий командования на фронте борьбы с немецко-фашистскими захватчиками и проявленные при этом отвагу и геройство майору Степану Васильевичу Семёнову было присвоено звание Героя Советского Союза с вручением ордена Ленина и медали «Золотая Звезда» (№ 4725).

## Награды
- медаль «Золотая Звезда» Героя Советского Союза № 4725 (05.11.1944);
- орден Ленина (05.11.1944);
- четыре ордена Красного Знамени (в т.ч. 26.09.1943, 09.09.1945, 30.12.1956[2]);
- орден  Суворова 3-й степени (06.11.1944);
- два ордена Отечественной войны 1-й степени (12.02.1943, 06.04.1985);
- орден Красной Звезды (19.11.1951)[2];
- медали, в том числе:
  - «За отвагу» (04.02.1943);
  - «За боевые заслуги» (05.11.1946)[2];
  - «За оборону Москвы» (07.11.1944);
  - «За победу над Германией в Великой Отечественной войне 1941—1945 гг.»;
  - «За победу над Японией» (1945);
  - «За взятие Кёнигсберга» (1945);
  - «Ветеран труда» (15.11.1950);
  - «Ветеран Вооружённых Сил СССР» (1976).